# Ишталлош-Кё
Ишталлош-Кё (Ишталлошко; венг. Istállós-kő) — гора в Венгрии на территории медье Хевеш. Имея высоту 958,1 м над уровнем моря, это вторая по высоте гора массива Бюкк и шестая по высоте гора Венгрии. До 2014 года она считалась самой высокой точкой хребта, но по данным последних исследований высота горы Сильваши-Кё составила 960,715 м, что немного выше.
Из населённого пункта Сильвашварад к горе и пещере ведёт туристическая тропа длиной несколько сотен метров.

## Пещера Ишталлош-Кё

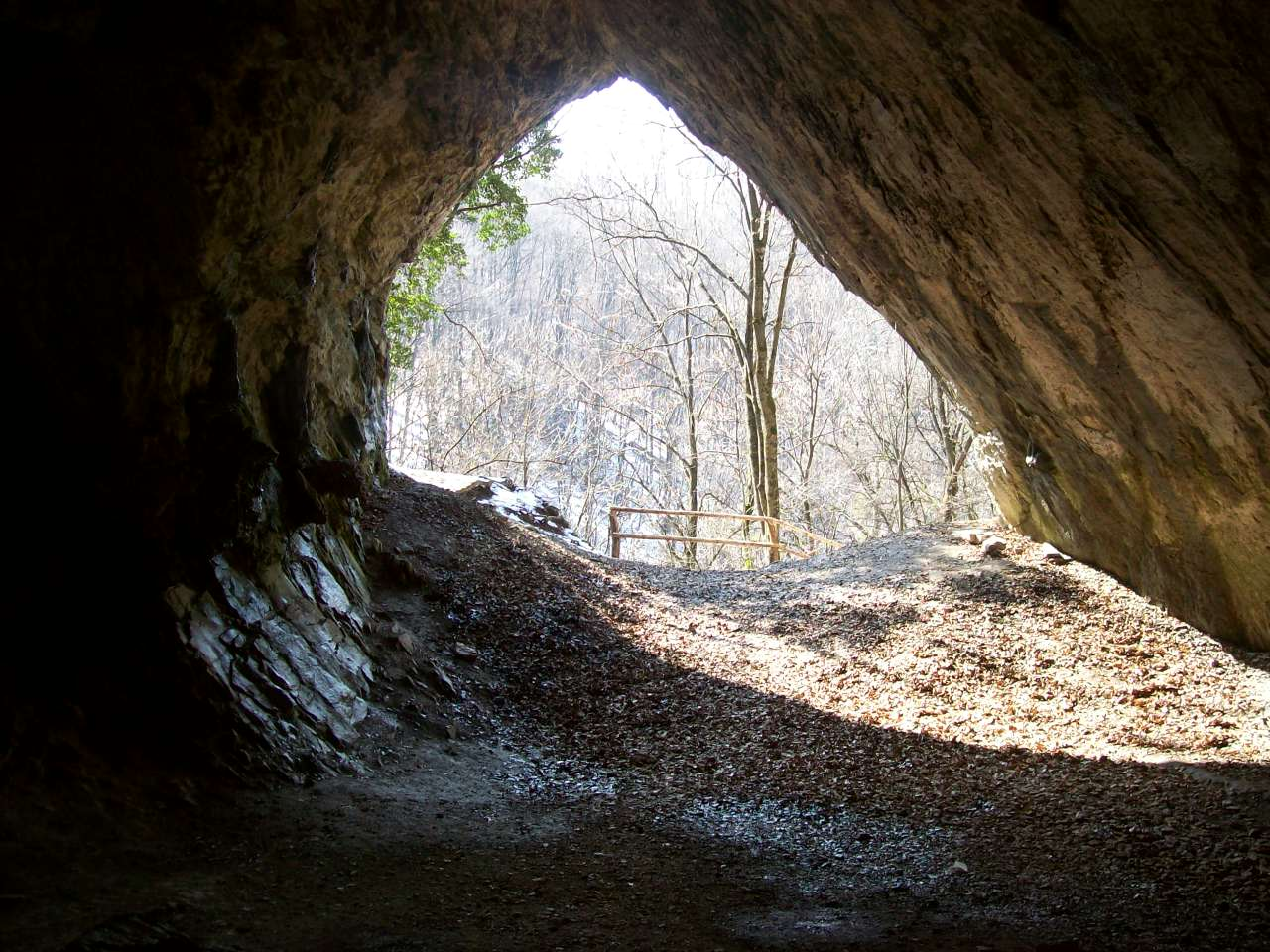
Пещера Ишталлош-Кё

Изучением пещеры Ишталлош-Кё впервые занялся Паль Рошко в 1911 году. Пещера является значимым археологическим памятником, там были обнаружены находки возрастом 30 000-40 000 лет, среди которых в том числе кости пещерного медведя и бизона Bison latifrons, каменные и костяные орудия труда а также палеолитический очаг, который теперь экспонируется в Венгерском национальном музее.
В пещере позднее проводили раскопки Оттокар Кадик (1929) и Мария Моттль (1938). Хорошо подготовленные детальные раскопки проводились в 1947 году, их возглавлял Ласло Вертеш. На основании археологической стратификации и останков животных, исследовали пещеры определили возраст трёх культурных слоев и характеристики популяции людей, которые там жили. Пещера получила статус охраняемой в 1944 году и особо охраняемой в 1982 году.
Новейшие раскопки начались в 2000 году и их возглавил Арпад Рингер. Важность пещеры связана с обнаружением там останков 66 разных видов ледникового периода, что делает её фауну самой богатой среди Ориньякской фауны в Европе; три новых вида млекопитающих и двадцать новых видов птиц были описаны на основе микрофауны пещеры.